# Михаил Войников
Михаил Николов Войников е български офицер, полковник от кавалерията, участник в Сръбско-българската война (1885), командир на допълващ ескадрон в 5-и конен полк през Балканската (1912 – 1913) и Междусъюзническата война (1913), командир на дивизион в 1-ви конен полк и на 6-и конен полк през Първата световна война (1915 – 1918).

## Биография
Михаил Войников е роден на 1 октомври 1868 г. Угърчин. На 15 септември 1883 г. постъпва на военна служба в конницата. Съгласно заповед №1 по народната войска на Южна България относно мерките за мобилизация и защита на Съединението издадена в Пловдив на 7 септември 1885 г. Михаил Войников е назначен за подпряпоршчик от Татар-Пазарджикска №3 дружина. Взема участие в Сръбско-българската война (1885) като редник в гвардейския ескадрон. През 1892 г. завършва Кавалерийското юнкерско училище в Твер, Русия. и е произведен в чин подпоручик.
Служи в 5-и конен полк. През 1895 е произведен в чин поручик и през 1900 г. служи във 2-ри конен полк. През 1901 е произведен в чин ротмистър, а през 1902 г. като ротмистър от 2-ри конен полк е командирован за обучение в Офицерската кавалерийска школа в Санкт Петербург, Русия, която завършва през 1904 г. Като ротмистър командва 4-ти ескадрон от 1-ви конен полк. През 1909 г. е назначен за командир на ескадрон от 2-ри конен полк, а през 1910 е произведен в чин майор. През 1911 г. е председател на домакинската комисия в 5-и конен полк.
През Балканската (1912 – 1913) и Междусъюзническата война (1913) майор Михаил Войников е командир на допълващ ескадрон в 5-и конен полк. На 22 септември 1914 г. е произведен в чин подполковник. В началото на 1915 г. е назначен за командир на дивизион в 1-ви конен полк. По време на Първата световна война първоначално командва поверения му дивизион, след което през януари 1917 поема командването на 6-и конен полк. Служи в Ремонтно конско депо и Главното интендантство.
„За бойни отличия и заслуги във войната“ съгласно заповед № 679 от 1917 г. по Действащата армия е награден с Военен орден „За храброст“ IV степен 2 клас, която награда съгласно заповед № 1222 от 1917 г. по Действащата армия е променена на Военен орден „За храброст“ IV степен 1 клас. През 1918 г. е награден с Орден „Св. Александър“ IV степен с мечове по средата. През 1921 г. съгласно заповед № 355 по Министерството на войната наградата с Орден „Св. Александър“ IV степен с мечове по средата е потвърдена., като същата година съгласно заповед № 464 по Министерството на войната е награден с Народен орден „За военна заслуга“ III степен с военно отличие.
На 4 юли 1920 г. е убит от хазяина си, тъй като спорен квартирен въпрос е разрешен в негова полза. Погребан е в Централните софийски гробища. Полковник Михаил Войников е женен и има 3 деца. Брат е на капитан Петко Войников.

## Военни звания
- Редник (15 септември 1883)
- Подпрапоршчик
- Подпоручик (1892)
- Поручик (1895)
- Ротмистър (1901)
- Майор (1910)
- Подполковник (22 септември 1914)
- Полковник (30 май 1917)

## Награди
- Кръст за независимостта на България 1908 (1909)
- Военен орден „За храброст“ IV степен 2 клас (1917)
- Военен орден „За храброст“ IV степен 1 клас (1917)
- Орден „Св. Александър“ V степен с мечове по средата
- Орден „Св. Александър“ IV степен с мечове по средата (1918, 1921)
- Народен орден „За военна заслуга“ III степен с военно отличие (1921)
- Орден За заслуга на обикновена лента